# 萊格特 (加利福尼亞州)
萊格特（英語：Leggett）是位於美國加利福尼亞州門多西諾縣的一個人口普查指定地區。

## 地理
萊格特的座標為39°51′57″N 123°42′51″W / 39.86583°N 123.71417°W，而該地最高點為海拔高度300米（即984英尺）。

## 人口
根據2010年美國人口普查的數據，萊格特的面積為7.003平方千米，均為陸地。當地共有人口122人，而人口密度為每平方千米17人。